# Gongylosoma mukutense
Gongylosoma mukutense là một loài rắn trong họ Rắn nước. Loài này được Grismer, Das & Leong mô tả khoa học đầu tiên năm 2003.